# استفانی فورتز گاکون
استفانی فورتز گاکون (فرانسوی: Stéphanie Foretz Gacon‎؛ زادهٔ ۳ مهٔ ۱۹۸۱) یک تنیس‌باز اهل فرانسه است.